# ジョシュア・フォア

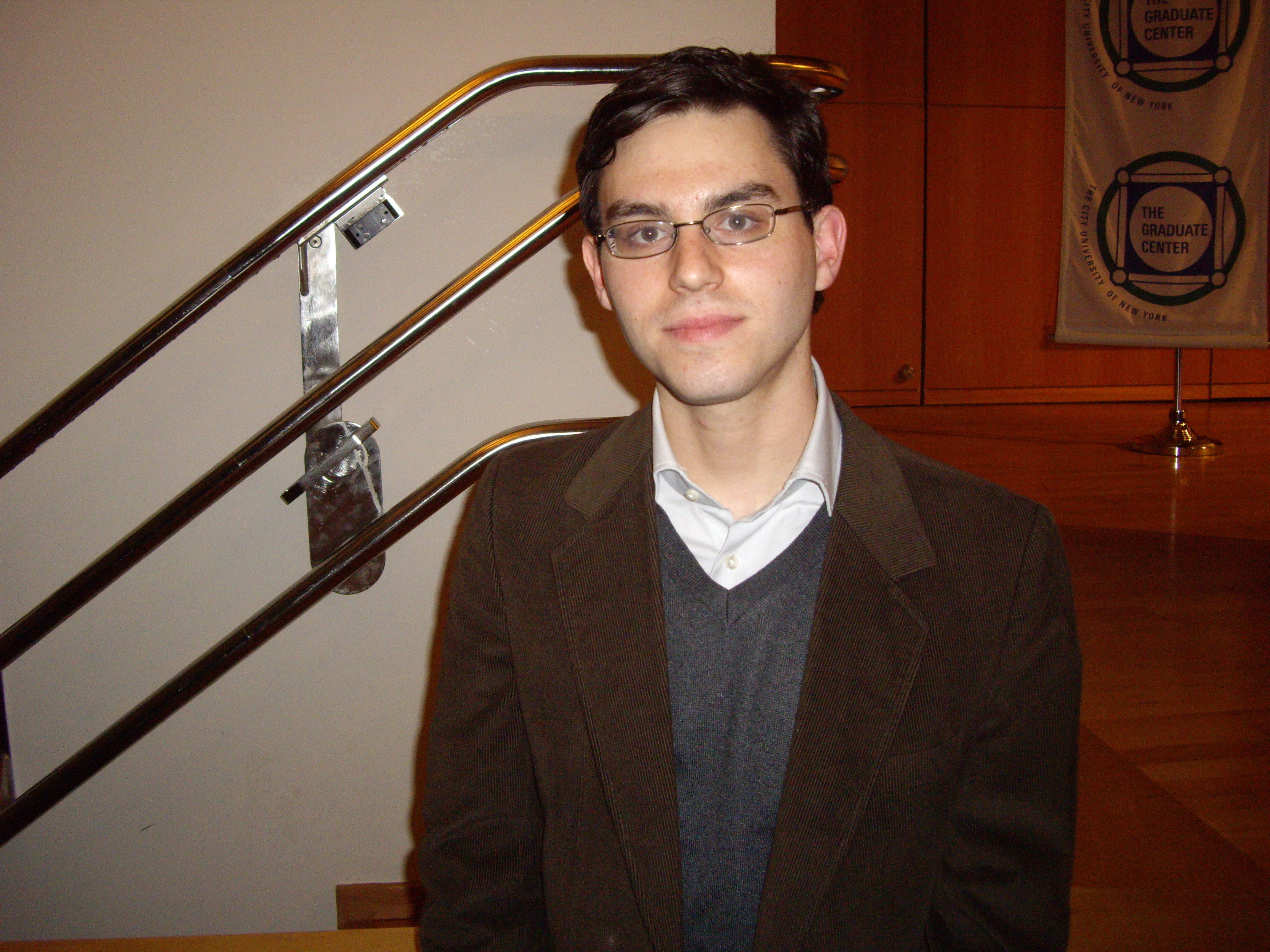
ジョシュア・フォア

ジョシュア・フォア（Joshua Foer、1982年9月23日 - ）は、アメリカ合衆国のフリージャーナリスト。

## 来歴
ワシントンD.C.にてユダヤ人の家庭に三男として生まれる。父エディソンは弁護士、母エスターはポーランド出身でPR会社の社長である。また、兄フランクリンは『サッカーが世界を解明する』の著書がある『ニュー・リパブリック』編集者、次兄ジョナサン・サフラン・フォアはものすごくうるさくて、ありえないほど近いなどの著書がある小説家である。
2004年にイェール大学のSilliman CollegeとTrumbull Collegeを卒業後、ジャーナリストとしてナショナル・ジオグラフィック（「グアルゴの森 チンパンジーの好奇心」2010年2月号）、エスクァイア、ストレート誌、ニューヨーク・タイムズ、ワシントン・ポストに記事を書いた。
2011年『ごく平凡な記憶力の私が1年で全米記憶力チャンピオンになれた理由』（原題：Moonwalking with Einstein）を出版、一躍有名になる。これは古代ギリシャで知識人の必須のツールであった「記憶術」と、最先端の脳科学や一流のプロたちの技術習得の秘訣を学び、全米記憶力選手権で優勝するまでの1年を描いたノンフィクション作品である。

## 日本語訳書
- 『ごく平凡な記憶力の私が1年で全米記憶力チャンピオンになれた理由』（梶浦真美訳、エクスナレッジ、2011年）
- 『グアルゴの森 チンパンジーの好奇心』、ナショナル ジオグラフィック日本語版第16巻第2号126-141頁、杉浦茂樹訳 （2010年2月号）